# 시마자키촌 (니가타현 기타칸바라군)
시마자키촌(島崎村)은 니가타현 기타칸바라군에 있던 촌이다. 1906년 4월 1일에 편입 합병에 의해 소멸하였다, 현재는 니가타시 기타구의 일부가 되어있다.
아래의 설명은 합병 직전 당시의 구 시마자키촌에 대한 설명이며, 현재는 명칭 등이 다를 수 있다. 또한 여기에 기술되지 않은 내용에 대해서는 니가타시 및 세이로정 등의 기사를 참조. 

## 역사
- 1889년 4월 1일 - 정촌제 시행에 의해 기타칸바라군 시마자키촌이 성립하였다.
- 1906년 4월 1일 - 도야촌, 사사야마촌, 후지이촌의 일부와 합병해 기자키촌이 되어 소멸하였다.

## 참고문헌
- 『市町村名変遷辞典』東京堂出版、1990年。
- 『新潟県市町村区域及改称市町村名一覧表』関井常弥、1889年3月25日。
- 『新潟県市町村便覧』擁天堂、1902年6月15日。